# Эллердорф
Эллердорф (нем. Ellerdorf) — община в Германии, в земле Шлезвиг-Гольштейн. 
Входит в состав района Рендсбург-Экернфёрде. Подчиняется управлению Норторфер Ланд. Население составляет 510 человек (на 31 декабря 2010 года). Занимает площадь 10,2 км².